# Arthrostylidium distichum
Arthrostylidium distichum är en gräsart som beskrevs av Pilg.. Arthrostylidium distichum ingår i släktet Arthrostylidium och familjen gräs.
Artens utbredningsområde är Kuba. Inga underarter finns listade i Catalogue of Life.